# دوغلاس إتش يلوك
دوغلاس إتش يلوك (بالإنجليزية: Douglas H. Wheelock)‏ (و. 1960 – م) هو رائد فضاء من الولايات المتحدة الأمريكية . ولد في بينغامتون، نيويورك. تولى منصب قائد بعثة محطة الفضاء الدولية، البعثة 25 (25 سبتمبر 2010–25 نوفمبر 2010) .

## ريادة الفضاء
شارك في المهمات الفضائية:
- البعثة 24
- STS-120
- البعثة 25
- Soyuz TMA-19.

## التعليم
تعلم في United States Army Command and General Staff College، والأكاديمية العسكرية الأمريكية

## مناصب وهيئات
أدار ناسا.

## جوائز
حصل على جوائز منها:
- Medal "For Merit in Space Exploration".